# カーリアン
カーリアン (英語: Caerleon) は、アイルランドの競走馬・種牡馬。1980年代にアイルランド・イギリス・フランスで出走し活躍、種牡馬としても成功した。1988、1991年のイギリス・アイルランドリーディングサイアー。馬名はイギリスにある地名より。
父ニジンスキーは最後のイギリスクラシック三冠馬で、母フォアシアーはアメリカで走り3勝を挙げた競走馬である。1980年、この両親の間にクレイボーンファームで生まれた。1歳下の全弟にセクレタリアトステークス（G1）に勝ち、日本に種牡馬として輸出されたヴィジョンがいる。

## 戦績
カーリアンはアイルランドのヴィンセント・オブライエンに調教を受け1982年にカラ競馬場でデビューした。蹄が小さいという弱点を抱え、キングジョージ6世&クイーンエリザベスダイヤモンドステークスはこれが原因で落鉄し最下位に敗れている。G1実績はフランスのダービーに当るジョッケクルブ賞とベンソン&ヘッジス金杯に優勝し、アイリッシュダービーでもシャリーフダンサーの2着に入ったのが好成績である。ベンソン&ヘッジス金杯後に高額のシンジケートが組まれ引退した。

### 競走成績
- 1982年（2戦2勝）
  - アングルシーステークス (G3)
- 1983年（6戦2勝）
  - ジョッケクルブ賞、ベンソン&ヘッジス金杯、2着 - アイリッシュダービー

## 引退後
引退後は当初早熟傾向が強いと見られていたが、1991年にはジェネラスが英愛ダービーとキングジョージ6世&クイーンエリザベスダイヤモンドステークスを制し、同年サドラーズウェルズから種牡馬ランキングトップの座を奪取した。その後も凱旋門賞馬マリエンバード等を輩出しニジンスキーの後継種牡馬の1頭となっている。日本にも持ち込み馬や外国産馬として多数の馬が導入され東京優駿（日本ダービー）に勝ったフサイチコンコルドを始め5頭がG1馬となった。そのため日本で人気が高く、前述のジェネラス、マリエンバードの他テンビー等が日本に輸入された。1998年2月2日、心臓麻痺により死亡。

## 主な産駒
GI級競走優勝馬のみ。*（アスタリスク）の付いた馬は日本輸入馬。
- * ジェネラス（エプソムダービー、アイリッシュダービー、キングジョージ6世&クイーンエリザベスダイヤモンドステークス）
- * マリエンバード（凱旋門賞、バーデン大賞、ドイツ賞）
- ムーナックス Moonax（セントレジャーステークス、ロワイヤルオーク賞）
- レディカーラ Lady Carla（オークス）
- ケープヴェルディ Cape Verdi（1000ギニー）
- カーリナ Caerlina（ディアヌ賞）
- グレープツリーロード Grape Tree Road（パリ大賞典）
- オンリーロワイヤル Only Royale（ヨークシャーオークス2回）
- ウォーサン Warrsan（コロネーションカップ2回、バーデン大賞2回）
- シェイクザヨーク Shake the Yoke（コロネーションステークス）
- ミッショナリーリッジ Missionary Ridge（パシフィッククラシックステークス）
- コストロマ Kostroma（ビヴァリーD・ステークス、イエローリボンステークス）
- ヴォルガ Volga（E.P.テイラーステークス）
- オーリエッテ Auriette（ゲイムリーハンデキャップ）
- * テンビー（グランクリテリウム）
- カーウェント Caerwent（ナショナルステークス）
- サンスパングレッド Sunspangled（フィリーズマイル）
- プレセリ Preseli（モイグレアスタッドステークス）
- * ウェルシュマフィン（タイキシャトル、タイキファイヤーらの母）

### 日本登録馬
- 1989年産

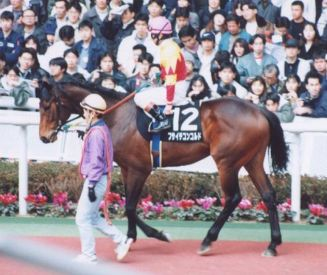
フサイチコンコルド

  - シンコウラブリイ（マイルチャンピオンシップ、毎日王冠、スワンステークス、ニュージーランドトロフィー4歳ステークス、ラジオたんぱ賞、クイーンステークス）
    - 1993年度最優秀5歳以上牝馬
- 1990年産
  - エルウェーウィン（朝日杯3歳ステークス、アルゼンチン共和国杯）
    - 1992年度最優秀3歳牡馬
- 1993年産
  - フサイチコンコルド（東京優駿）
  - ビワハイジ（阪神3歳牝馬ステークス、京都牝馬特別、札幌3歳ステークス）
    - 1995年度最優秀3歳牝馬

  - ダイワカーリアン（札幌記念、東京新聞杯、富士ステークス）
  - クロカミ（京王杯オータムハンデキャップ、府中牝馬ステークス）
  - イブキパーシヴ（クイーンカップ）
- 1996年産
  - タヤスブルーム（フェアリーステークス）
- 1997年産
  - ゼンノエルシド（マイルチャンピオンシップ、京成杯オータムハンデキャップ）

### 母父としての主な産駒
太字はGI級競走
- 1994年産
  - タイキシャトル：マイルチャンピオンシップ2回、スプリンターズステークス、ジャック・ル・マロワ賞など重賞8勝（父Devil's Bag・母ウェルシュマフィン）
    - 1997年度最優秀短距離馬
    - 1998年度代表馬・最優秀5歳以上牡馬・最優秀短距離馬
    - 顕彰馬
- 1995年産
  - ロードクロノス：中京記念、七夕賞（父トニービン・母シンコウラブリイ）
- 1996年産
  - サンデーピクニック：クレオパトル賞（父サンデーサイレンス・母アトール）
- 1997年産
  - プリエミネンス：浦和記念、関東オークス、クイーン賞など重賞8勝（父アフリート・母アジテーション）
- 1998年産
  - テンザンセイザ：京都新聞杯、京阪杯（父トニービン・母ケイシー）
  - トラストファイヤー：ラジオたんぱ賞（父サンデーサイレンス・母イージームービング）
- 1999年産
  - シルクフェイマス：日経新春杯、京都記念、アメリカジョッキークラブカップ（父マーベラスサンデー・母セイントセーラ）
- 2000年産
  - チャクラ：ステイヤーズステークス、目黒記念（父マヤノトップガン・母カーロッサ）
  - ピースオブワールド：阪神ジュベナイルフィリーズ、ファンタジーステークス（父サンデーサイレンス・母ビバムール）
    - 2002年度最優秀2歳牝馬

  - トリリオンカット：朝日チャレンジカップ（父Swain・母Sabeline）
- 2002年産
  - サンアディユ：セントウルステークス、京阪杯、アイビスサマーダッシュ（父フレンチデピュティ・母シェリーザ）
  - アドマイヤジャパン：京成杯（父サンデーサイレンス・母ビワハイジ）
- 2004年産
  - アドマイヤオーラ：京都記念、弥生賞、シンザン記念（父アグネスタキオン・母ビワハイジ）
  - ピエナビーナス：クイーンステークス（父フジキセキ・母オープニングタイトル）
- 2006年産
  - ブエナビスタ：桜花賞、優駿牝馬、ジャパンカップなど重賞8勝（父スペシャルウィーク・母ビワハイジ）
    - 2008年度最優秀2歳牝馬
    - 2009年度最優秀3歳牝馬
    - 2010年度代表馬・最優秀4歳以上牝馬
    - 2011年度最優秀4歳以上牝馬

  - レッドディザイア：秋華賞、マクトゥームチャレンジラウンド3（父マンハッタンカフェ・母グレイトサンライズ）
  - ブリッツェン：ダービー卿チャレンジトロフィー（父スペシャルウィーク・母レディストロベリー）
- 2008年産
  - ダノンシャーク：マイルチャンピオンシップ、京都金杯、富士ステークス（父ディープインパクト・母カーラパワー）
  - トーセンレーヴ：エプソムカップ（父ディープインパクト・母ビワハイジ）
  - メイショウヨウドウ：東京ジャンプステークス（父ステイゴールド・母ウェディングラヴ）
- 2009年産
  - サウンドオブハート：阪神牝馬ステークス（父アグネスタキオン・母シンメイミネルバ）
  - ジョワドヴィーヴル：阪神ジュベナイルフィリーズ（父ディープインパクト・母ビワハイジ）
    - 2011年度最優秀2歳牝馬
- 2010年産
  - カフェブリリアント：阪神牝馬ステークス（父ブライアンズタイム・母シンメイミネルバ）
- 2011年産
  - サングレアル：フローラステークス（父ゼンノロブロイ・母ビワハイジ）
- 2013年産
  - リッジマン：ステイヤーズステークス（父スウェプトオーヴァーボード・母アドマイヤモンロー）
- 2016年産
  - ノーワン：フィリーズレビュー（父ハーツクライ・母プレイガール）

## 血統表
| カーリアンの血統（ニジンスキー系 / 5代内アウトブリード） | カーリアンの血統（ニジンスキー系 / 5代内アウトブリード） | カーリアンの血統（ニジンスキー系 / 5代内アウトブリード） | （血統表の出典）     | （血統表の出典） |
| 父 Nijinsky II 1967 鹿毛                                 | 父の父Northern Dancer 1961 鹿毛                          | Nearctic                                                 | Nearco               | Nearco           |
| 父 Nijinsky II 1967 鹿毛                                 | 父の父Northern Dancer 1961 鹿毛                          | Nearctic                                                 | Lady Angela          |                  |
| 父 Nijinsky II 1967 鹿毛                                 | 父の父Northern Dancer 1961 鹿毛                          | Natalma                                                  | Native Dancer        | Native Dancer    |
| 父 Nijinsky II 1967 鹿毛                                 | 父の父Northern Dancer 1961 鹿毛                          | Natalma                                                  | Almahmoud            |                  |
| 父 Nijinsky II 1967 鹿毛                                 | 父の母Flaming Page 1959 鹿毛                             | Bull Page                                                | Bull Lea             | Bull Lea         |
| 父 Nijinsky II 1967 鹿毛                                 | 父の母Flaming Page 1959 鹿毛                             | Bull Page                                                | Our Page             |                  |
| 父 Nijinsky II 1967 鹿毛                                 | 父の母Flaming Page 1959 鹿毛                             | Flaring Top                                              | Menow                | Menow            |
| 父 Nijinsky II 1967 鹿毛                                 | 父の母Flaming Page 1959 鹿毛                             | Flaring Top                                              | Flaming Top          |                  |
| 母 Foreseer 1969 黒鹿毛                                  | 母の父Round Table 1954 鹿毛                              | Princequillo                                             | Prince Rose          | Prince Rose      |
| 母 Foreseer 1969 黒鹿毛                                  | 母の父Round Table 1954 鹿毛                              | Princequillo                                             | Cosquilla            |                  |
| 母 Foreseer 1969 黒鹿毛                                  | 母の父Round Table 1954 鹿毛                              | Knight's Daughter                                        | Sir Cosmo            | Sir Cosmo        |
| 母 Foreseer 1969 黒鹿毛                                  | 母の父Round Table 1954 鹿毛                              | Knight's Daughter                                        | Feola                |                  |
| 母 Foreseer 1969 黒鹿毛                                  | 母の母Regal Gleam 1964 鹿毛                              | Hail to Reason                                           | Turn-to              | Turn-to          |
| 母 Foreseer 1969 黒鹿毛                                  | 母の母Regal Gleam 1964 鹿毛                              | Hail to Reason                                           | Nothirdchance        |                  |
| 母 Foreseer 1969 黒鹿毛                                  | 母の母Regal Gleam 1964 鹿毛                              | Miz Carol                                                | Stymie               | Stymie           |
| 母 Foreseer 1969 黒鹿毛                                  | 母の母Regal Gleam 1964 鹿毛                              | Miz Carol                                                | No Fiddling F-No.1-s |                  |